# 雅伊尔顿·帕拉伊巴
雅伊尔顿·洛伦科·达席尔瓦（Jaílton Lourenço da Silva，1990年10月11日—），习称雅伊尔顿·帕拉伊巴（Jaílton Paraíba），在中国的注册名是查尔顿，是一名巴西职业足球运动员，现在效力于马来西亚超级足球联赛球队沙巴，曾效力于中国足球超级联赛球队上海申鑫和中国足球甲级联赛球队延边富德，司职前锋。

## 俱乐部生涯
2010年至2012年初，雅伊尔顿曾先后效力于圣若昂、雷默、莫吉米林、雷加塔斯和圣克鲁斯等多支巴西球队。
2012年2月，雅伊尔顿和中国足球超级联赛球队南昌衡源签约三年。 不久后南昌衡源更名为上海申鑫，他随队迁至上海参加中超联赛。2015年2月7日晚，中甲延边足球俱乐部通过官方微博宣布，上赛季效力于上海申鑫队的巴西外援雅伊尔顿（查尔顿）正式加盟球队，这位在中国效力3年之久的巴西球员将在下赛季身披延边战袍征战中甲赛场。在协助延边富德升上中国足球超级联赛后，雅伊尔顿转投中国足球甲级联赛球队大连超越。
雅伊尔顿在场上司职前锋，也可出任边锋，是一名速度快，突破能力强的攻击型球员。